# Baile de la Ópera

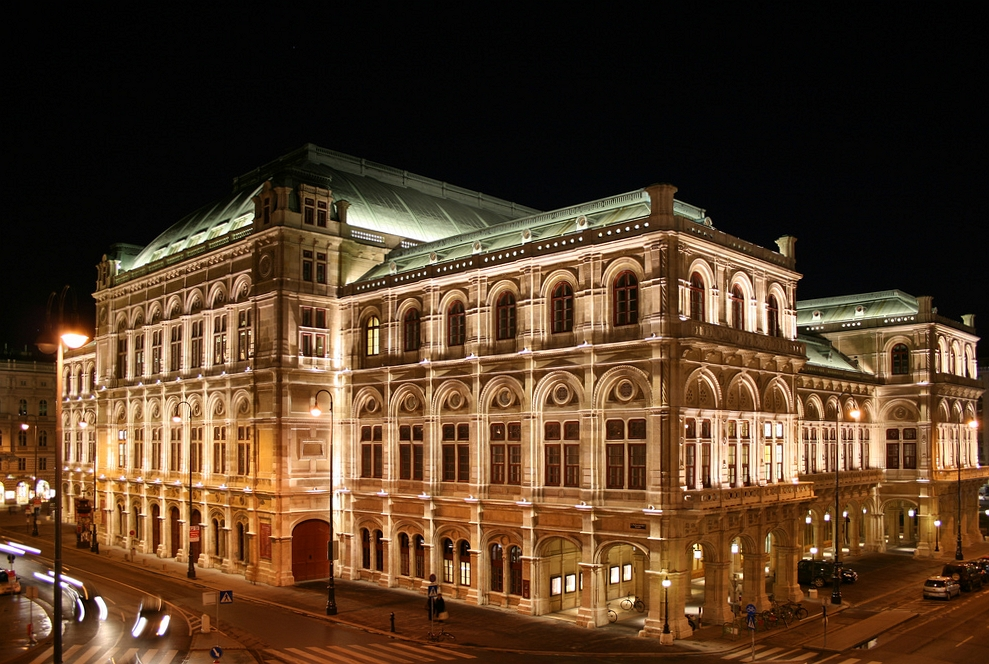
Ópera de Viena.

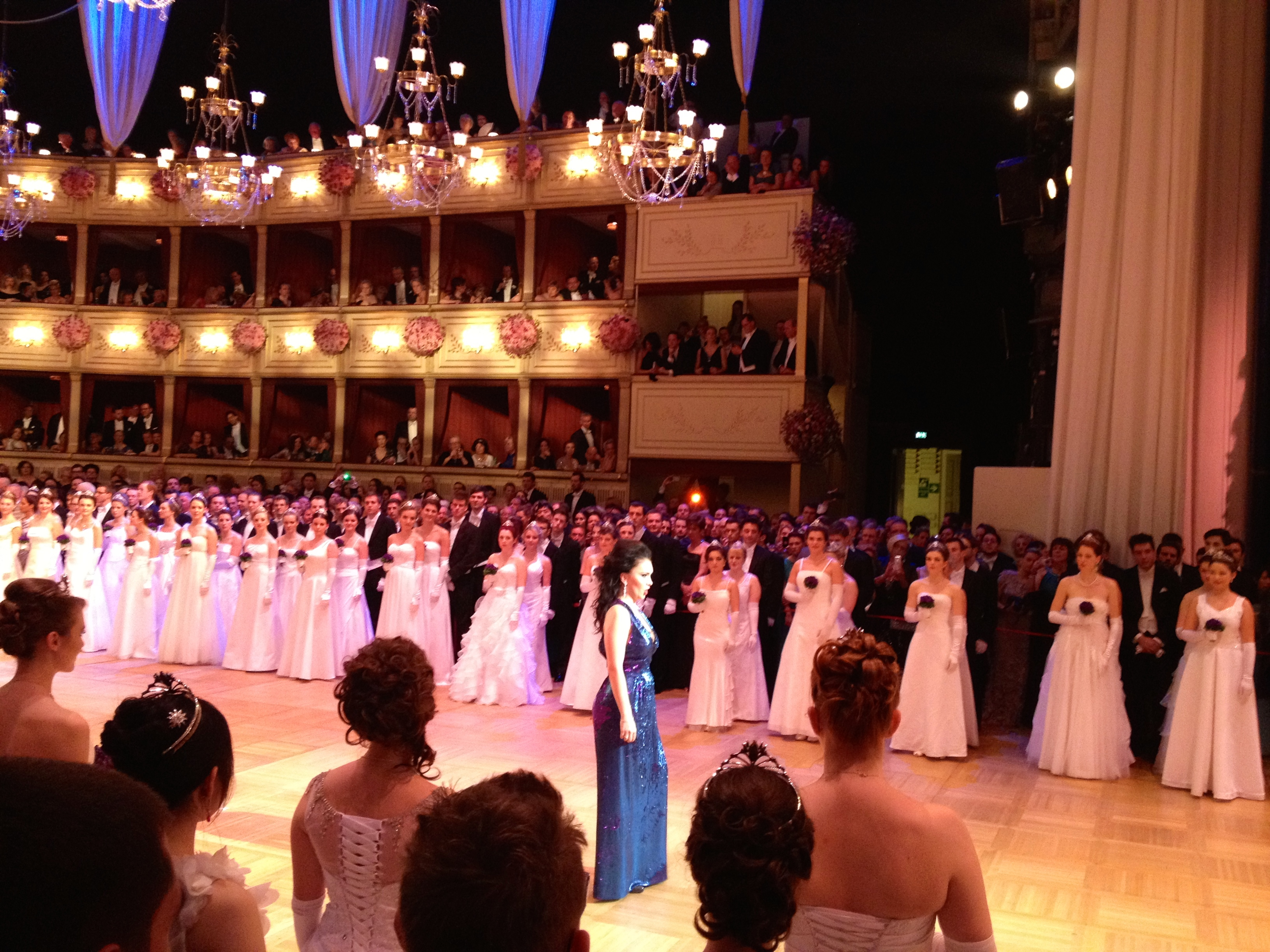
La cantante de ópera Margarita Gritskova canta un aria durante la ceremonia de apertura (2014)

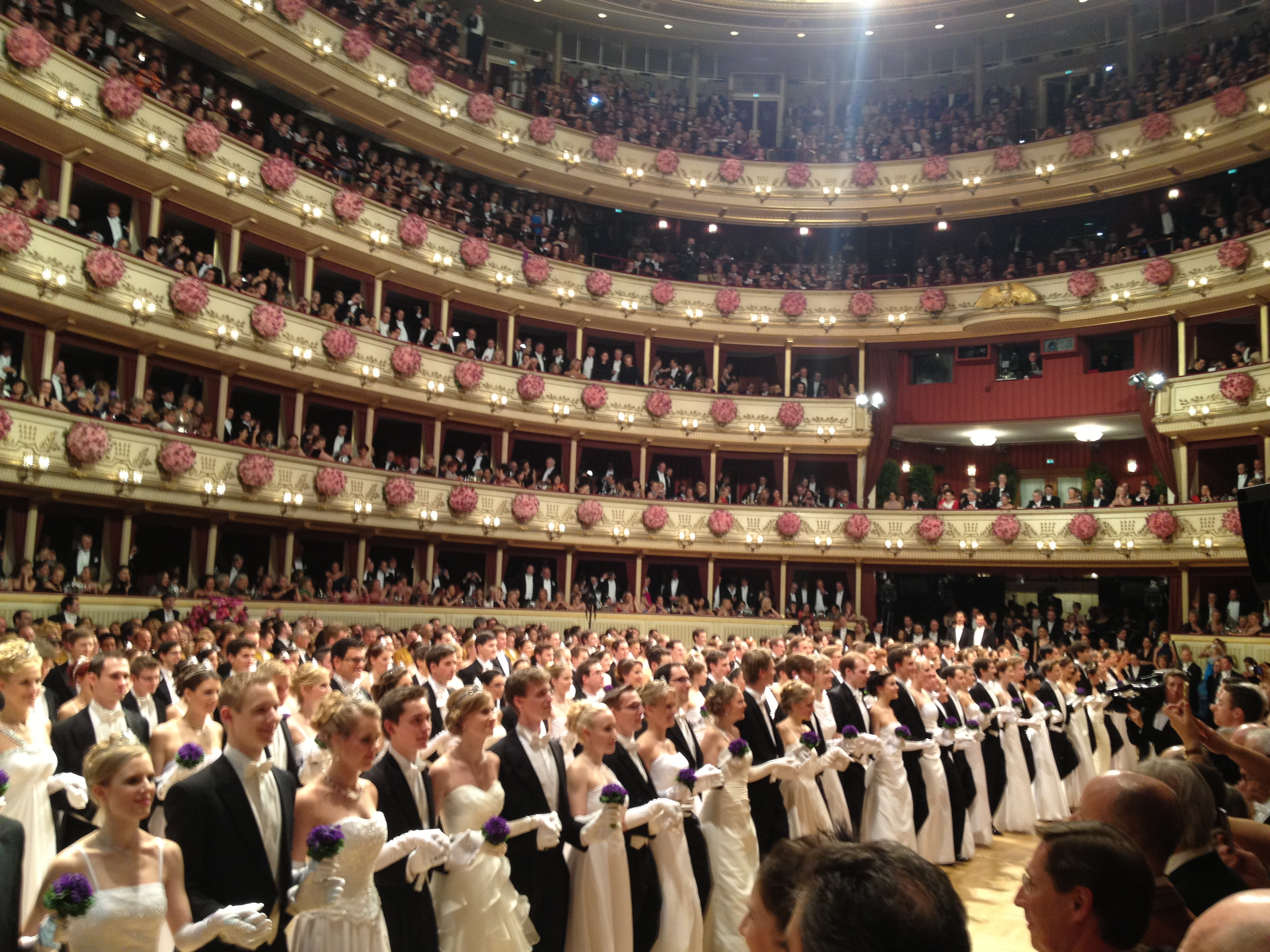
Entrada de los debutantes duante el comienzo del baile (2014)

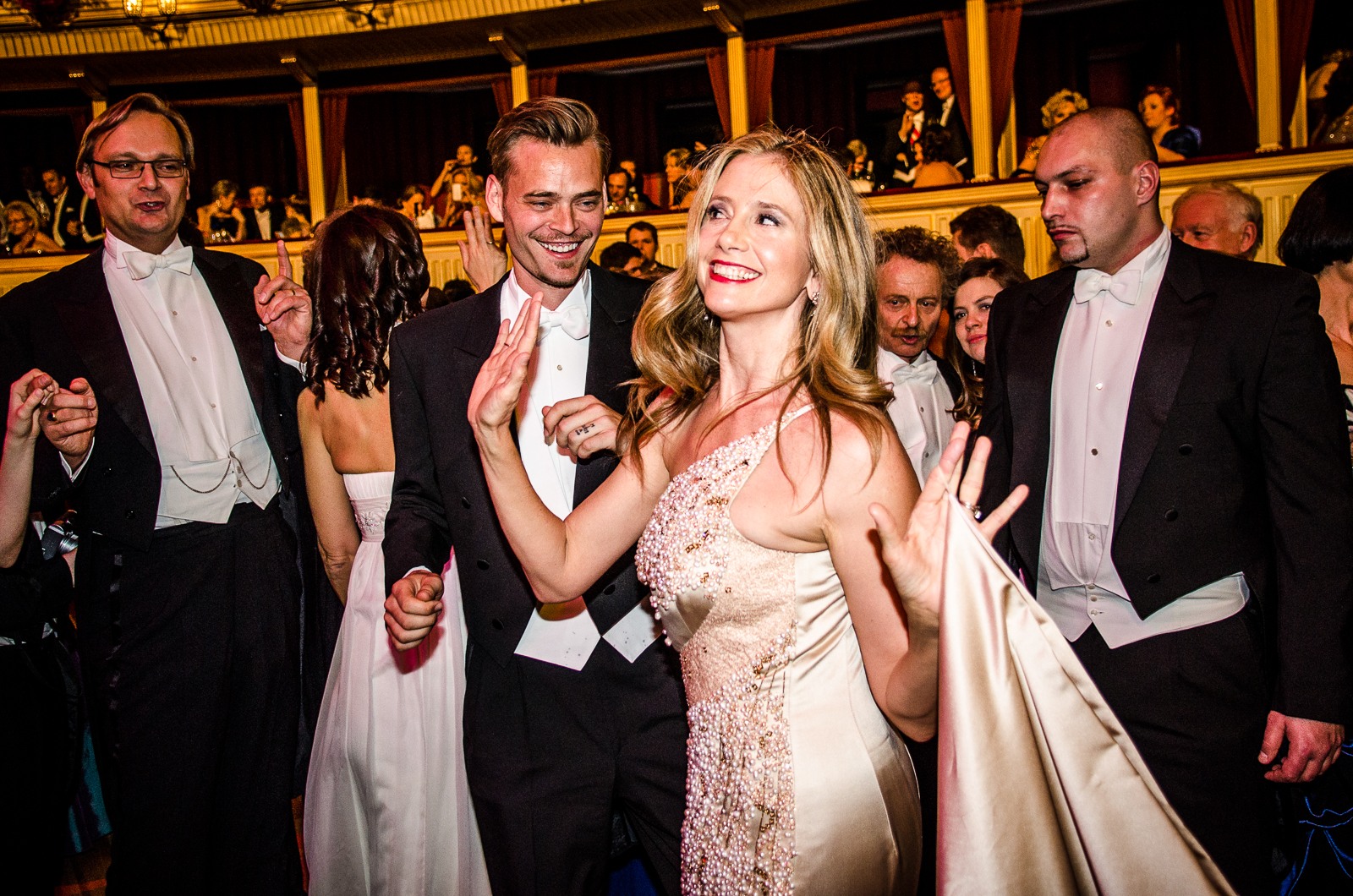
La actriz Mira Sorvino en el baile de la ópera (2013)

El Baile de la Ópera es un acontecimiento anual que tiene lugar en la Ópera de Viena. Por una noche, el edificio de la ópera de Viena -que es una de las más importantes y conocidas en todo el mundo- se convierte en un gran salón de baile.

## Descripción
Cada año en el mes de febrero hay un acontecimiento especial en Viena: el baile de la ópera. En la víspera se quitan todas las filas de asientos para tener un suelo bien nivelado. Junto con el escenario forman una grandísima pista de baile.
En la noche del baile la gente entra alrededor de las 9 a la ópera: personas muy elegantes, los señores vestidos obligatoramente en frac y las señoras en traje largo de noche. Se van a sus muy caros palcos charlando, discutiendo entre otras cosas de política y de economía. Sobre todo se divierten mucho bebiendo un vaso de champán.
Cuando la sala se llena el presidente de la república se levanta en su palco – como todo la gente – para cantar el himno federal.
Otra atracción especial es la apertura de los debutantes : unas 180 parejas de chicos y chicas vestidos de frac y en traje largo de noche blanco con una pequeña corona en el pelo. Para obtener el permiso de abrir el baile de la ópera hay que cumplir dos condiciones: conocer a alguien influyente (que es normal en Austria) y saber bailar el vals a la izquierda. Cuando todas las parejas bajan las escaleras con la música de la «pólonaise» es un momento muy emocionante y solemne.
Después hay una presentación del ballet de la ópera del estado, normalmente también con niños. Además, cantantes famosos se presentan con canciones conocidas.
Al final el maestro de ceremonias dice las conocidas palabras: Alles Walzer. Todo el mundo empieza a bailar y se divierte toda la noche. A las 5 de la mañana se escucha la pieza de música Brüderlein fein – una tradición para terminar este baile famoso.